# Rhampsinitus echinodorsum
Rhampsinitus echinodorsum is een hooiwagen uit de familie echte hooiwagens (Phalangiidae).